# Liste de roses
Cette liste de roses a pour objet de présenter toutes les formes et cultivars décrits dans l'encyclopédie. Les informations générales sur la rose et les rosiers (genre Rosa et ses différentes espèces) sont disponibles dans les articles dédiés. Les liens sous les images renvoient vers des articles décrivant les formes et cultivars illustrés.

## Grimpants non remontants

### Grimpants
- Veilchenblau, J. C. Schmidt 1909

## Autres remontants

### Buissons

#### À fleurs groupées (souvent nommésfloribunda)
- Centenaire de Lourdes, Delbard 1958

#### À grandes fleurs (souvent nommés hybrides de thé)
- Soleil d'or
- Papa Meilland
- La France
- Madame Antoine Meilland

### Arbustes
- Nevada